# Джейсън Тейлър
Джейсън Тейлър (на английски: Jason deCaires Taylor) е еколог и подводен фотограф, инструктор по водолазно гмуркане и скулптор, създател на първия подводен музей в света.

## Ранни години
Роден е на 12 август 1974 г. в Дувър, Великобритания. Тейлър е единствено дете. Получава образованието си в Колежа по изкуства „Кембъруел“ в Лондон, където през 1998 г. завършва бакалавърска степен по скулптура. От 18-годишен се занимава с гмуркане, а през 2002 г. става квалифициран инструктор.

## Кариера
Джейсът Тейлър е един от първите артисти, които пренасят своето изкуство във водата. Както сам казва, целта му е да създаде „мост между непознатия морски свят и познатия ни земен свят по начин, който запазва морските ресурси и ни предлага по-широк светоглед“. През 2006 г. започва да инсталира първата си голяма подводна конструкция в Гренада, първия подводен парк със скулптури в света: 65 скулптури на площ от 200 квадратни мили по морското дъно. Придружени от водач, зрителите могат да се гмуркат към скулптурите за поглед отблизо, но могат да ги наблюдават и от лодки със стъклено дъно, като в зависимост от теченията и други фактори видимостта се мени и изненадва зрителите с различни ефекти. Тейлър получава международна известност, като National Geographic включва парка в Топ 25 на света. Положителното екологично въздействие на инсталацията е голямо: направена от подходящи материали, тя се превръща в изкуствен риф, привличащ корали и рибни видове в район, претърпял значителни щети поради суровите метеорологични условия.
През 2009 г. Джейсън Тейлър започва проект в Мексико – създаването на първия в света подводен музей – MUSA (Museo Subacuático de Arte), колекция от над 500 негови скулптури, поставени между Канкун и Исла Мухерес в Мексико. Музеят е официално отворен през ноември 2010 г. „Тихата еволюция“ (La Evolución Silenciosa) е най-голямата подводна колекция от статуи. Поставена е в MUSA през ноември 2010 г. и се състои от 450 скулптури на хора в нормални размери, стоящи един до друг върху пясък. Погледната отдалеч обаче, колекцията прилича на око. Целта на „Тихата еволюция“ е да пренасочи хората от естествените рифове, за да могат те да се възстановяват.
До края на 2014, Тейлър е поставил около 700 скулптури по целия свят. Една от които е „Океански Атлас“ (Ocean Atlas) – 60-тонна скулптура край Бахамските острови. Във връзка с древногръцкия мит за Атлас, титан, който крепи небето, Джейсън Тайлър изобразява местно бахамско момиче, носещо тежестта на океана над себе си. Той призовава за „овластяване на младите хора, за да могат те да помогнат за отстраняване на безкрайните грешки, които направихме“.
През 2015 създава в Лондон „Възходящият прилив“ (The Rising Tide), който, за разлика от повечето други произведения на ДжейсънТейлър, се вижда главно от сушата – позициониран е пред погледа на парламента като част от фестивала Totally Thames 2015. Тайлър казва: „Мисля, че наистина трябва да започнем да държим хората отговорни за това, което правят. И това трябва да бъде документирано на камък, а не с няколко думи в колона във вестник, която изчезва“. „Много ми харесва, че творението седи на мястото, където много политици и хора, участващи в изменението на климата, работят и изпълняват тези вредни сделки и политики“.
Друг негов проект е Museo Atlántico (2016) – колекция от 300 скулптури и архитектурни форми в Лансароте, Испания, първият такъв в европейски води. Музеят отваря врати на 10 януари 2017 г.
Всичките скулптури на Джейсън Тейлър са създадени с pH-неутрални материали за стимулиране на естествения растеж на морски организми върху статуите като целта му е те да се превърнат от инертен бетон в изкуствени рифове. Самият Тейлър казва, че той се опитва да покаже „как човешкото взаимоотношение с природата може да бъде положително и устойчиво“

## Въздействие
Заради работата си, освен че е създал множество изкуствени рифове, Джейсън Тейлър също така е получил множество награди за скулптура и фотография. Член е на Кралското дружество на скулпторите, океански посланик в Divers Alert Network, виден член на Световната океанска обсерватория, както и лектор на TED. През 2014 г. е награден с The Global Thinker от Foreign Policy, описан като Жак Кусто от света на изкуствата.